# Eupithecia gelinaria
Eupithecia tenellata là một loài bướm đêm trong họ Geometridae.